# La méridienne
La méridienne o La sieste és un oli sobre tela de Vincent van Gogh pintat entre desembre de 1889 i gener de 1890 mentre estava internat en un sanatori mental de la ciutat provençal de Sant Romeig. Forma part de la col·lecció permanent del Museu d'Orsay, a París.
Van Gogh escull com a tema la migdiada, alhora que es refereix directament al quadre del mateix nom del pintor francès Jean-François Millet. Tot i la naturalesa pacífica del tema, la pintura irradia la coneguda intensitat artística de Van Gogh. Ha estat considerada una de les seves obres mestres.